# Graptomyza brevirostris
Graptomyza brevirostris är en tvåvingeart som beskrevs av Christian Rudolph Wilhelm Wiedemann 1820. Graptomyza brevirostris ingår i släktet Graptomyza och familjen blomflugor. Inga underarter finns listade i Catalogue of Life.